# Tormenta tropical Narda (2019)
La tormenta tropical Narda fue una tormenta tropical de corta duración que permaneció cerca de la costa del Pacífico de México y provocó inundaciones repentinas y deslizamientos de tierra en el suroeste de México y la península de Baja California a finales de septiembre de 2019. La decimocuarta tormenta nombrada de la temporada de huracanes del Pacífico de 2019, Narda se desarrolló a partir de una amplia área de baja presión que se formó frente a la costa del Pacífico de América Central el 26 de septiembre. La amplia baja se organizó gradualmente a medida que avanzaba hacia el oeste-noroeste, y se convirtió en la tormenta tropical Narda a principios del 29 de septiembre mientras se encontraba frente a la costa sur de México. El ciclón se fortaleció un poco antes de moverse tierra adentro cerca de Manzanillo. Narda se debilitó a depresión tropical después de moverse tierra adentro, pero se fortaleció hasta convertirse en tormenta tropical el 30 de septiembre cuando emergió sobre el Océano Pacífico, justo al sur del Golfo de California. Narda se fortaleció rápidamente y alcanzó su máxima intensidad con vientos de 50 mph (85 km/h) ese día antes de tocar tierra por segunda vez a lo largo de la costa noroeste de México. El ciclón tropical se debilitó rápidamente a medida que avanzaba a lo largo de la costa y se debilitó a una depresión tropical antes de disiparse frente a la costa de Sonora el 1 de octubre.

## Historia meteorológica

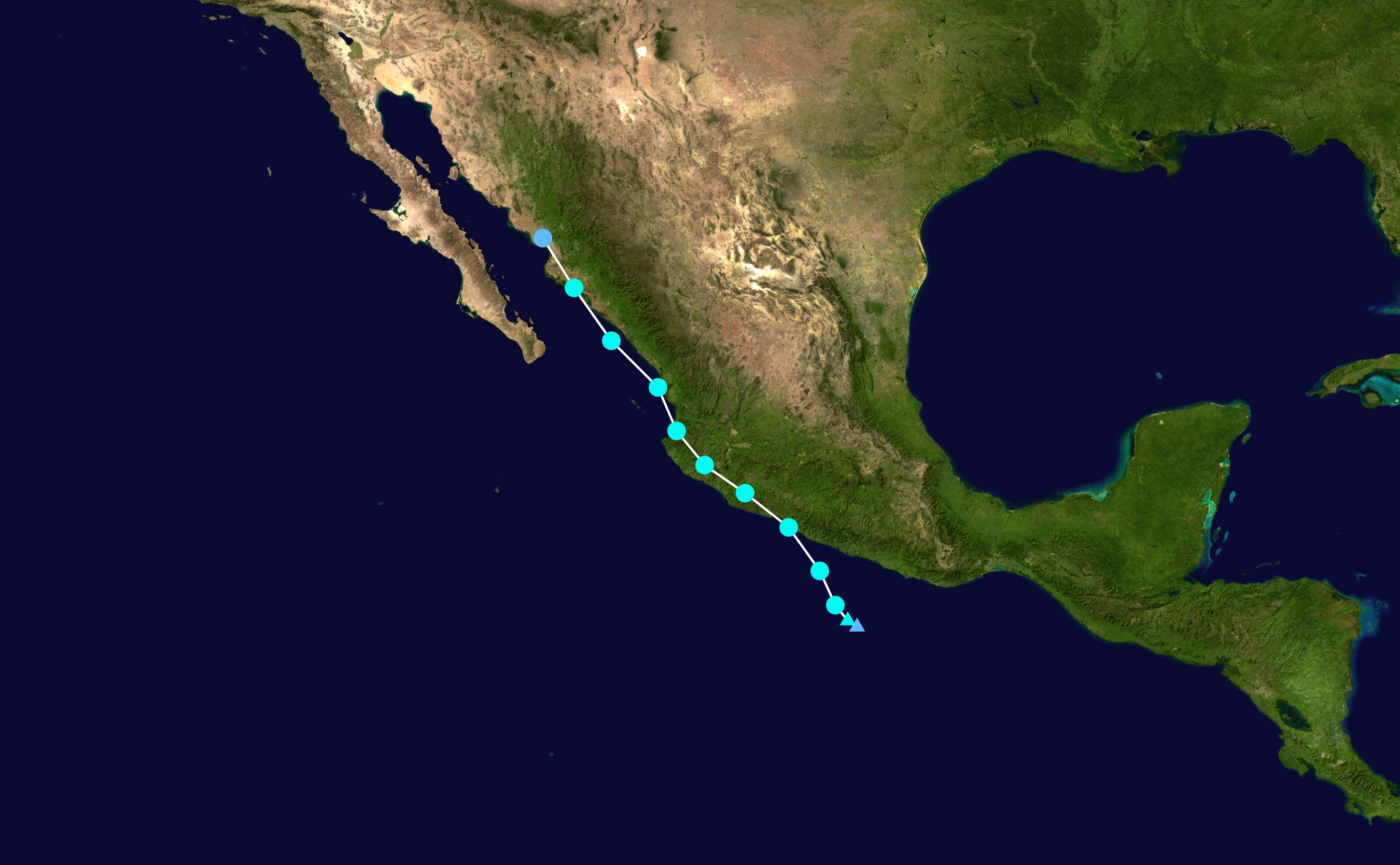
Mapa que traza la trayectoria y la intensidad de la tormenta, de acuerdo con la escala de huracanes de Saffir-Simpson

El 23 de septiembre de 2019, el Centro Nacional de Huracanes (NHC) de los Estados Unidos notó la posibilidad de que se forme un área de baja presión al sur de la costa sur de México durante el próximo fin de semana. Una vaguada ancha y alargada de baja presión se desarrolló cerca de la costa de América Central el 26 de septiembre, y una amplia área de baja presión se desarrolló a lo largo de esta vaguada dos días después al sur-sureste de Acapulco. La perturbación continuó organizándose gradualmente hasta el día siguiente, y aunque todavía carecía de un centro de circulación bien definido, la amenaza de vientos con fuerza de tormenta tropical a lo largo de la costa suroeste de México provocó el inicio de avisos sobre el potencial ciclón tropical Dieciséis. -E a las 15:00 UTC del 28 de septiembre. Temprano al día siguiente, la circulación de la perturbación se definió mejor y se produjo un aumento de las bandas convectivas en la parte occidental del amplio sistema. Como resultado, el Centro Nacional de Huracanes (NHC) clasificó el sistema como tormenta tropical Narda a las 03:00 UTC del 29 de septiembre.
Avanzando lentamente hacia el norte, hacia la costa sur de México, Narda gradualmente se organizó mejor y se fortaleció a una intensidad máxima inicial con vientos de 45 mph (75 km/h) a medida que las características de las bandas se hicieron evidentes. Sin embargo, más tarde ese día, las imágenes satelitales y los datos de radar de las estaciones costeras de México indicaron que el centro de Narda se reubicó más al norte y cerca de la costa de México, cerca de Zihuatanejo. A medida que avanzaba tierra adentro, Narda rápidamente se volvió menos organizado y el ciclón se debilitó a una depresión tropical a las 21:00 UTC cuando el centro se movió sobre las montañas del suroeste de México.
Narda emergió sobre el Océano Pacífico oriental a primeras horas del 30 de septiembre cerca de las Islas Marías como una depresión tropical mal organizada. Sin embargo, el ciclón continuó produciendo una gran área de convección profunda cerca y al oeste de su centro, y pronto se fortaleció hasta convertirse en tormenta tropical a las 15:00 UTC de ese día. A lo largo del día, Narda continuó organizándose mejor a medida que avanzaba sobre las cálidas aguas del Golfo de California. Las imágenes de microondas revelaron la presencia de características de bandas bien definidas y una característica de ojo de nivel medio ubicada frente a la costa mexicana, y Narda alcanzó su máxima intensidad con vientos máximos sostenidos de 50 mph (85 km/h) a las 21:00 UTC el 30 de septiembre. Seis horas después, Narda tocó tierra por segunda vez a lo largo de la costa noroeste de México cerca de Topolobampo como un ciclón ligeramente más débil con vientos de 45 mph (75 km/h). Narda continuó debilitándose a medida que abrazaba la costa noroeste de México y, a las 12:00 UTC del 1 de octubre, se había debilitado hasta convertirse en una depresión tropical justo frente a la costa. El ciclón continuó debilitándose rápidamente y tres horas después, Narda se disipó cerca de la costa noroeste de México.

## Preparaciones e impacto

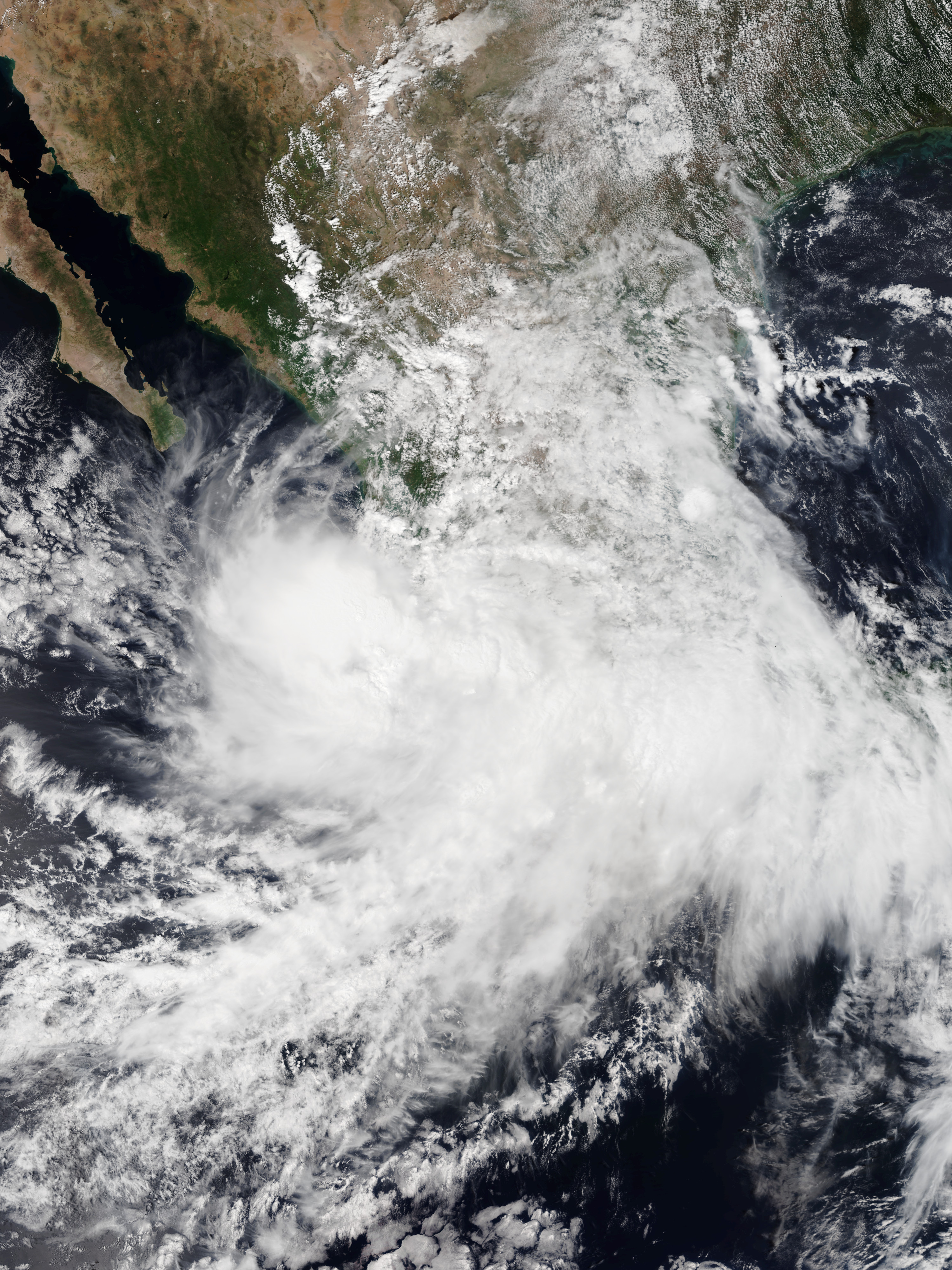
La tormenta tropical Narda cerca de la costa sur de México el 29 de septiembre de 2019

Tras el inicio de los avisos sobre el potencial ciclón tropical Dieciséis-E el 28 de septiembre, el Gobierno de México emitió un aviso de tormenta tropical a lo largo de la costa suroeste de México desde Acapulco hasta Cabo Corrientes. Estas advertencias se suspendieron a las 21:00 UTC del 29 de septiembre después de que Narda se trasladara tierra adentro y se debilitara. Sin embargo, seis horas después, se emitieron nuevamente avisos de tormenta tropical, esta vez para la costa noroeste de México desde San Blas hasta Topolobampo, mientras que también se emitió una alerta de tormenta tropical hacia el norte hasta Guaymas. El reloj se actualizó a una advertencia a las 15:00 UTC del 30 de septiembre cuando Narda se acercó a la costa. Todas las advertencias se suspendieron el 1 de octubre después de que Narda se debilitara nuevamente a una depresión tropical.
Narda permaneció cerca de la costa del oeste de México durante tres días y produjo fuertes lluvias que provocaron inundaciones repentinas y deslizamientos de tierra en gran parte del oeste de México. En Oaxaca ocurrieron dos muertos producto de la tormenta: un joven de 26 años murió al ser arrastrado por fuertes corrientes de río en [[San Pedro Mixtepec, Miahuatlán, y un joven de 17 años murió ahogado al ser arrastrado por fuertes corrientes a lo largo del río San Cristóbal en la comunidad de San Jerónimo Coatlán]], Sierra Sur de Oaxaca. En el municipio de Tecomán en Colima, un hombre de 29 años murió luego de ser arrastrado por fuertes corrientes mientras pescaba en su bote en la laguna de Alcuzahue. En el municipio de Malinaltepec, Guerrero, un hombre de 28 años perdió la vida al quedar atrapado bajo un deslave mientras transitaba por la carretera Tlapa-Marquelia. Más de 70 viviendas en el municipio resultaron dañadas y 55 familias fueron desplazadas. La tormenta también dañó 23 carreteras, forzando su cierre, y provocó que 17 comunidades se quedaran sin electricidad. En Jalisco, 834 viviendas en los municipios de Villa Purificación, Tomatlán y Cabo Corrientes resultaron dañadas y las escuelas de los 30 municipios de Jalisco fueron cerradas el 30 de septiembre. El puente Aquiles Serdán que conecta Cabo Corrientes con varias comunidades se derrumbó debido a las inundaciones y hubo dos muertes reportadas como resultado de la tormenta en Jalisco. Se estimó que los daños en todo el estado superaron los 300 millones de pesos (US$15,2 millones).